# Москвинка (Новосибирская область)
Москви́нка — посёлок в Каргатском районе Новосибирской области. Входит в состав Суминского сельсовета. 

## География
Площадь посёлка — 1821 гектар. 

## Население
| 2002 | 2007 | 2010 |
| ---- | ---- | ---- |
| 167  | ↘137 | ↘98  |

## Инфраструктура
В посёлке по данным на 2007 год функционируют 1 учреждение здравоохранения, 1 образовательное учреждение.